# Municipio de Brawley
El municipio de Brawley (en inglés: Brawley Township) es un municipio ubicado en el condado de Scott en el estado estadounidense de Arkansas. En el año 2010 tenía una población de 106 habitantes y una densidad poblacional de 1,32 personas por km².

## Geografía
El municipio de Brawley se encuentra ubicado en las coordenadas 34°51′42″N 94°19′8″O / 34.86167, -94.31889. Según la Oficina del Censo de los Estados Unidos, el municipio tiene una superficie total de 80.12 km², de la cual 77,56 km² corresponden a tierra firme y (3,2 %) 2,56 km² es agua.

## Demografía
Según el censo de 2010, había 106 personas residiendo en el municipio de Brawley. La densidad de población era de 1,32 hab./km². De los 106 habitantes, el municipio de Brawley estaba compuesto por el 92,45 % blancos, el 0,94 % eran afroamericanos, el 4,72 % eran amerindios, el 1,89 % eran asiáticos. Del total de la población el 1,89 % eran hispanos o latinos de cualquier raza.